# بول جون فلوري
بول جون فلوري (بالإنجليزية: Paul John Flory)‏ ـ (19 يونيو 1910 ـ 9 سبتمبر 1985) هو كيميائي أمريكي حاصل على جائزة نوبل في الكيمياء لسنة 1974. عرف عنه عمله في مجال البوليمر.
تخرج من مدرسة ألجين الثانوية سنة 1927 وحصل على درجة البكالوريوس من جامعة مانشستر سنة 1931، ثم شهادة دكتوراه من جامعة أوهايو سنة 1934. التحق بالعمل في جامعة ستانفورد في سنة 1961 ودرس فيها حتى تقاعده سنة 1975. . عمل بعد ذلك مستشارا لشركة آي بي إم. توفي في سنة 1985 في كاليفورنيا إثر أزمة قلبية.

## الجوائز
- قلادة إليوت كريسون (1971)
- قلادة بريستلي (1974)
- جائزة نوبل في الكيمياء (1974)
- قلادة بيركن (1977)

## روابط خارجية
- بول جون فلوري على موقع الموسوعة البريطانية (الإنجليزية)
- بول جون فلوري على موقع مونزينجر (الألمانية)
- بول جون فلوري على موقع إن إن دي بي (الإنجليزية)